# عصمت صادق
عصمت صادق (1947 - 2016) لاعب كمال أجسام مصري، شغل منصب النائب الأول لرئيس الاتحاد الدولى لكمال الأجسام IFBB كما شغل من قبل مساعد تنفيذيا لرئيس الاتحاد الدولى، حاصل عللى بطولة العالم للأساتذة في وزن +60 كجم عام 2014 كما حصل على البطولة من قبل 6 مرات، شغل منصب مدرب منتخب فرنسا من عام 82 حتى 88، كذلك منصب المدير الفني لمنتخب مصر لكمال الاجسام منذ عام 1991 حتى الآن، وتم تكريمه بمنحه وسام الرياضة في مصر.

## مشواره الرياضي
كانت بداية اللاعب مع اللعبة عام 1964 عندما كان طالبا بالمدرسة الثانوية وحصلت علي بطولات القاهرة والجمهورية للمدارس في مختلف المراحل السنية ورشحت لأول بطولة دولية عام 1977 وهي بطولة الشرق الأوسط والعرب ثم توالت البطولات وتعتبر بطولة العالم بأمريكا عام 1979 هي البداية حيث حصل فيها علي المركز الثالث ثم بطولة العالم أيضا بأمريكا عام 1984 وحقق فيها نفس المركز وبعدها بطولات العالم بالسويد والألعاب العالمية بسانت كلارا – كاليفورنيا. استطاع خلال مشواره الرياضي الحصول عى 34 بطولة عالمية منها: 7 بطولات اساتذة أخرها عام 2014 بالمكسيك ثم في أعوام 1991 بالبرتغال، و1998 في اسبانيا، و2010 بتركيا، و2011 بأسبانيا، و2012 بالمجر، و2013 بمنغوليا، و7 بطولات البحر المتوسط و 5 بطولات عالم و 4 بطولات افريقيا و2 بطولة عربية.

## في مجال التدريب
شغل منصب مدرب منتخب فرنسا من عام 82 حتى 88، ويشغل منصب المدير الفني لمنتخب مصر لكمال الاجسام منذ عام 1991 حتى الآن.

## تكريمه
تم تكريمه عدة مرات حيث حصل علي وسام الرياضة من الطبقة الثانية عام 80 و 85 ثم وسام الرياضة من الطبقة الأولى عام 2008.

## وفاته
توفى في 19 يناير 2016 إثر تعرضه لأزمة قلبية مفاجئة.

## وصلات خارجية
- كابتن عصمت صادق في بطوله الاساتذه في المجر على يوتيوب